# Nuestra Señora de Belén (1781)
El Nuestra Señora de Belén, posteriormente renombrado Cisne, fue un bergantín de la Armada Española que sirvió en aguas del Atlántico Sur y Río de la Plata a fines del siglo XVIII y comienzos del XIX, luchando en las Invasiones Inglesas y contra la emancipación americana.

## Historia

### Belén

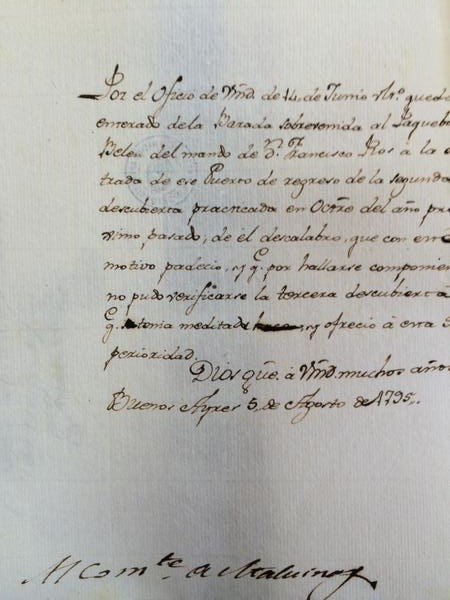
Informe del gobernador español de las Malvinas, sobre que la nave Belén no va a poder realizar la patrulla de las Islas en ese año (1795).

Fue incorporado al servicio entre 1780 y 1781, ya que en septiembre de este último año se encontraba ya operando desde el Apostadero de Montevideo y al mando de Juan Pascual Callejas visitaba el nuevo asentamiento patagónico de Floridablanca, en la bahía San Julián. En junio de 1782 (al mando de Joaquín Gundín) volvió a asistir a la colonia permaneciendo en sus aguas hasta abril del siguiente año y regresó por última vez en diciembre de 1783 (al mando de José Ignacio Goycochea).
En 1786 fue afectado al servicio de las islas Malvinas bajo el mando del segundo piloto Bernardo Tafor (o Tabor). Integró la flota que al mando del capitán de fragata Ramón de Clairac y zarpó de Montevideo el 19 de marzo de 1789 para recorrer las costas de Puerto Deseado, San Julián y del río Santa Cruz. Entre el 2 y el 4 de abril la escuadrilla detuvo e inspeccionó la fragata británica Isabel Margarita y el bergantín Sappho, encontrando aceite de ballena y unos diez mil cueros de lobo marino, por lo que los apercibió e intimó a dejar el territorio. El 9 de abril se hundió la lancha de la Santa Elena. Clairac, una vez que el piloto José de la Peña hubo finalizado el plano de Puerto Deseado, partió con la corbeta rumbo a Puerto Soledad (Malvinas) conduciendo pertrechos y relevar al gobernador Pedro de Mesa y Castro, mientras enviaba a los bergantines en búsqueda de la mítica isla Pepys. Trece días navegaron rumbo sur, tras lo que decidieron retornar, arribando a Buenos Aires el 26 de mayo.
En 1789 colaboró con la expedición Malaspina en el relevamiento hidrográfico de las costas entre Ensenada de Barragán y Maldonado.
A comienzos de 1797 se encontraba al mando de Francisco Ross. En 1802 fue el buque insignia de una división puesta al mando de Santiago de Liniers. Combatió con una fragata y dos bergantines británicos, evitando que cayera en poder del enemigo el navío de la Real Compañía de Filipinas Santo Domingo.
Entre 1803 y 1805 fue dado de baja o renombrado Cisne.

### Cisne
Tras la Revolución de Mayo de 1810 en Buenos Aires y la constitución de una Junta, decisión desconocida por Montevideo, a comienzos de septiembre de 1810 el Cisne, al mando del teniente de fragata Manuel Borrás, se sumó a la división enviada para bloquear Buenos Aires al mando del capitán de fragata José Primo de Rivera.
El 14 de febrero de 1811 se hizo cargo del mando el teniente de fragata Manuel de Clemente y Miró. Con la división al mando de Jacinto Romarate tomó parte el 2 de marzo de 1811 del combate de San Nicolás, abordando y capturando a la goleta Invencible, buque insignia de la Junta de Buenos Aires al mando de Juan Bautista Azopardo. Después del combate entró en la Colonia del Sacramento.
De allí zarpó al mando de Clemente rumbo a Santo Domingo Soriano, integrando la escuadrilla al mando de Juan Ángel Michelena y el 3 de abril de 1811 participó del Combate de Soriano, durante el cual bombardeó el pueblo para proteger el desembarco de las tropas y su posterior reembarque al ser rechazadas por las milicias patriotas. Fracasado el intento, regresó a Montevideo donde Clemente dejó el mando el 8 de mayo de 1811.
Durante la Campaña Naval de 1814, el 8 de marzo de 1814 es puesto de nuevo al mando del teniente de navío Clemente y Miró, aunque este oficial desembarcó pocos días después para embarcar en la corbeta Mercedes. En abril el Cisne quedó al mando del alférez de navío Tomás De Sostoa Achúcarro y con la división española al mando del capitán de navío Miguel de la Sierra, estuvo en el combate de Montevideo, conocido como de Buceo, entre los días 14 y 17 de mayo de 1814. Siendo perseguido junto a la goleta María y la balandra Vigilancia por la fragata Hércules, al mando del comodoro Guillermo Brown, mientras la María era capturada, las otras dos naves embicaron la costa.
Cuando se acercaba un bote con veinte hombre para abordar al bergantín, Sostoa hizo volar la nave y, arrojado al agua por la explosión, fue capturado y a bordo del bergantín Nancy pudo regresar a España.